# Luis Alberto Aguiriano Forniés
Luis Alberto Aguiriano Forniés   (Vitòria, 1 d'abril de 1940 - Vitòria, 23 de juny de 2019) va ser un polític basc, militant del PSE-PSOE i diputat i senador a les Corts Espanyoles per Àlaba.

## Biografia
Integrant d'una família de tradició socialista que va contribuir a la reorganització del PSOE a la província d'Àlaba al començament dels anys 1950, on el seu pare Fermín i el seu germà gran José Antonio van ser integrants de la primera agrupació socialista alabesa de la post-guerra.
Es va afiliar clandestinament al sindicat socialista Unió General de Treballadors el 1958. Va començar els estudis de Ciències Econòmiques a Barcelona, encara que els finalitzaria a Bilbao. També cursà estudis de publicitat. El 1965 va ser detingut a Bilbao com responsable del Moviment Democràtic de la Facultat de Dret. Després de finalitzar els seus estudis va romandre treballant a Bilbao. Va tornar a Vitòria en 1974, integrant-se en l'activitat del PSOE alabès al maig de 1975, uns mesos abans de la defunció del dictador Francisco Franco. Va ser nomenat representant de l'agrupació socialista alabesa en el comitè nacional del partit.
Durant la Transició Espanyola va ser un dels caps visibles del PSOE alabès. Va ser el candidat del PSOE d'Àlaba al Senat en les Eleccions generals espanyoles de 1977, sent el candidat més votat de la província amb una mica més de 60.000 vots. La seva candidatura encara que oficialment del PSOE, estava integrada en el Front Autonòmic que integrava a socialistes i nacionalistes bascos, recollint vots d'ambdós sectors. Mentre que ell era escollit senador, el seu germà José Antonio era escollit Diputat del Congrés. Després de ser Senador durant la Legislatura Constituent d'Espanya (1977-1979) que va elaborar la Constitució Espanyola de 1978; a les eleccions de 1979 no va sortir reelegit com a senador al no reeditar-se el Front Autonòmic i rebre únicament el vot socialista. Va ser candidat a l'ajuntament de Vitòria pel PSE-PSOE a les primeres eleccions municipals de la democràcia, i fou escollit regidor i exercint com a tinent alcalde de l'ajuntament (1979-1983).
A les Eleccions generals espanyoles de 1982 va tornar a presentar-se al Senat, i novament fou el més votat d'Àlaba, gràcies a l'enorme creixement del vot socialista durant les eleccions de 1982. Després de romandre una legislatura en el Senat (1982-86), a les eleccions generals espanyoles de 1986 passa a presentar-se com candidat al Congrés dels Diputats. Sortí diputat en 1986, i fou reelegit tres cops més, completant quatre legislatures en el Congrés (1986-89), (1989-93), (1993-96) i (1996-2000). Ha estat durant aquests anys membre de l'executiva del Partit Socialista d'Euskadi-Euskadiko Ezkerra. De 2000 a 2003 fou assessor del president de la Junta d'Extremadura.